# Baltia
Baltia is een geslacht in de orde van de Lepidoptera (vlinders) familie van de Pieridae (Witjes).
Baltia werd in 1878 beschreven door Moore.

## Soorten
Baltia omvat de volgende soorten:
- Baltia butleri - (Moore, 1882)
- Baltia shawii - (Bates, H, 1873)